# 大宮伍三郎
大宮 伍三郎（おおみや ごさぶろう、1897年（明治30年）10月17日 - 1957年（昭和32年）6月14日）は、大正から昭和期の新聞編集者、実業家、政治家。衆議院議員（2期）。号・呉山楼。

## 経歴
広島県沼隈郡赤坂村（現福山市）で、大宮亀吉の長男として生まれる。1921年（大正10年）5月、名古屋新聞東京支局に入社し、その後明治大学で学んだ。
1925年（大正14年）名古屋新聞東京支局長に就任し、新聞広告の分野でその才能を発揮した。その後、名古屋本社に転じ専務理事に就任した。
戦時下に入り新聞統制が強化されて日本新聞連盟が成立し名古屋新聞から大宮が派遣され、新聞用紙の供給減に対処するため共販制を考案してその実現に尽力した。新聞統制の一環として「一県一紙」政策が実施されることを見越し、自発的に名古屋新聞と新愛知の合併を自発的に実行しようとしたが、政府が新聞事業令を公布し合併が命ぜられ、1942年（昭和17年）に中部日本新聞社（現中日新聞）が成立すると退社した。その他、名古屋野球会社取締役、科学工業新聞社取締役、新聞共販組合中部連合会長なども務めた。
1946年（昭和21年）4月の第22回衆議院議員総選挙に広島全県区から出馬して初当選し、1947年（昭和22年）4月の第23回総選挙では広島県第3区から民主党公認で出馬して再選され、衆議院議員に連続2期在任した。任期途中に公職追放となり、衆議院議員を辞職した。追放解除後、1952年（昭和27年）10月の第25回総選挙に広島県第3区から無所属で立候補したが落選した。
戦後は日本新聞販売協会会長、広島県松永浜製塩工業所社長などを務めた。
1957年（昭和32年）6月14日死去、59歳。死没日をもって従五位に叙され、木杯一組台付を賜った。

## 著作
- 『柿：呉山楼随筆集』大宮真琴、1957年。